# Sozialdemokratische Fraktion der Bundesversammlung
Die Sozialdemokratische Fraktion der Bundesversammlung (S) (franz. Groupe socialiste de l'Assemblée fédérale , ital. Gruppo socialista dell'Assemblea federale) ist eine Parlamentsfraktion der Schweizerischen Bundesversammlung. Sie wird von der Sozialdemokratischen Partei getragen, die bei den Schweizer Parlamentswahlen 2023 einen Wähleranteil von 18,3 % erreichte. Aktuell gehören der Fraktion 41 Nationalräte und 8 Ständeräte an. Im Parlamentsbetrieb trägt sie die Abkürzung «S».

## Fraktion und Partei
Die Sozialdemokratische Fraktion ist in ihren Entscheidungen unabhängig von der Mutterpartei, sie stützt sich jedoch auf die Ziele und Programme der Sozialdemokratischen Partei. Die Nominierung der SP-Kandidaten für die Bundesratswahlen gehört in die alleinige Zuständigkeit der SP-Bundeshausfraktion.

## Fraktionspräsidium
Die Fraktion wird seit September 2023 von den Nationalräten Samuel Bendahan und Samira Marti präsidiert, zuvor war Roger Nordmann von 2015 bis 2023 Präsident, der auf Andy Tschümperlin folgte.

## Zusammensetzung
| Legislatur | Jahre     | Mitglieder | Ständerat | Nationalrat (NR) | Stimmenanteil NR |
| 52.        | 2023-     | 50         | 9         | 41               | 18,3 %           |
| 51.        | 2019–2023 | 48         | 9         | 39               | 16,8 %           |
| 50.        | 2015–2019 | 55         | 12        | 43               | 18,8 %           |
| 49.        | 2011–2015 | 57         | 11        | 46               | 18,7 %           |
| 48.        | 2007–2011 | 49         | 8         | 41               | 19,5 %           |